# 鉛釉土器

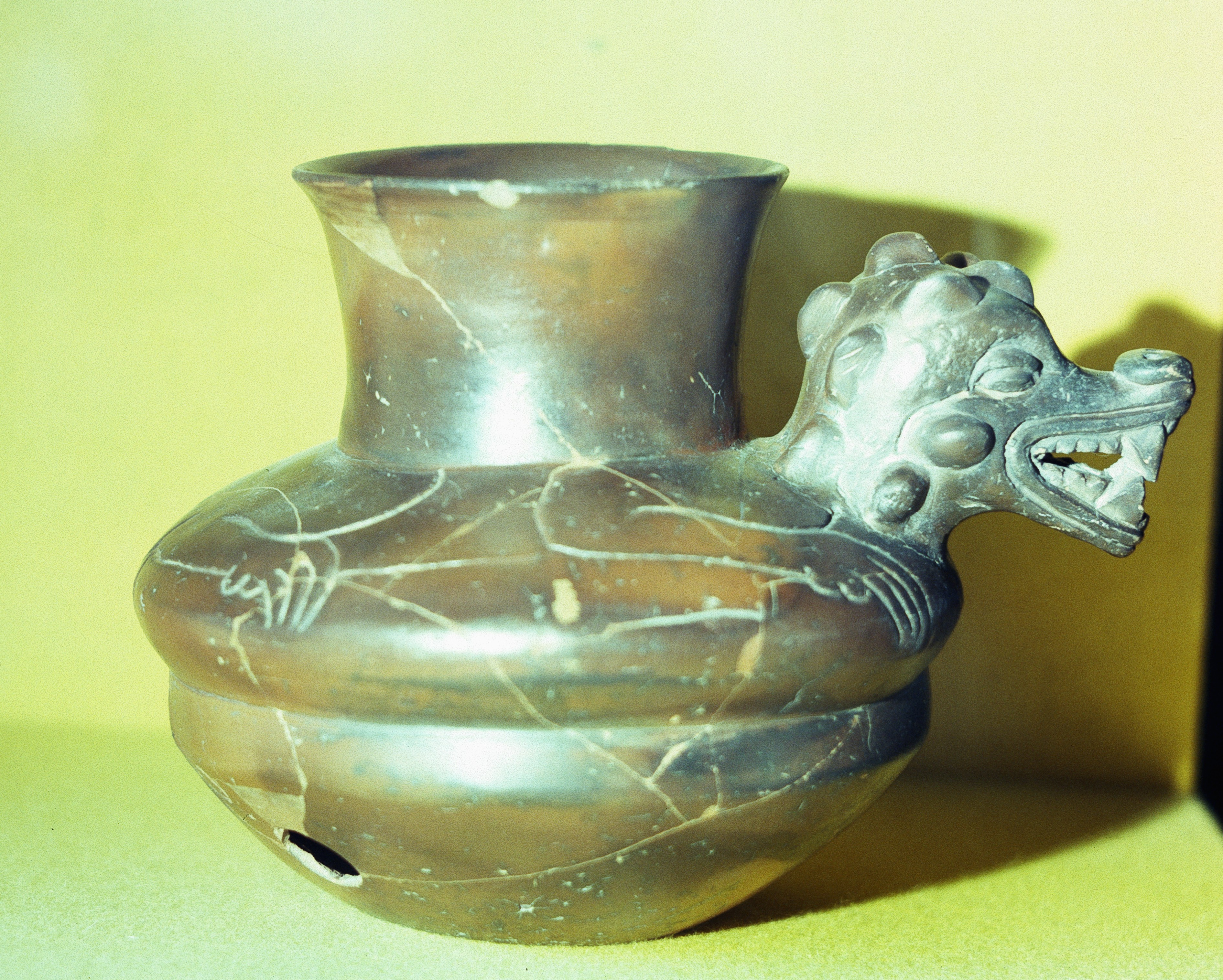
メキシコの鉛釉土器

鉛釉土器（えんゆうどき、英: plumbate ware）とは、メソアメリカ、とくにグアテマラからユカタン半島までのマヤ地域において比較的濃密に流通した、表面に独特の光沢を持ち釉がかかったように見える、焼成の良い土器のことをいう。古典期終末から後古典期にかけて広範に流通した。